# Милые кости (фильм)
«Милые кости» (англ. The Lovely Bones) — фэнтезийно-драматический фильм режиссёра Питера Джексона, вышедший на экраны в 2009 году, экранизация одноимённого романа-бестселлера Элис Сиболд. Главные роли исполняют Сирша Ронан, Стэнли Туччи, Марк Уолберг и Рэйчел Вайс.

## Сюжет
Действие происходит в 1973 году и в течение нескольких последующих месяцев в небольшом городке в штате Пенсильвания. События излагаются от лица 14-летней Сюзи Сэлмон, которая живёт с родителями (Джек и Эбигейл), младшей сестрой (Линдси) и маленьким братом (Бакли).
В продуктовом магазине Сюзи видит британца Рэя; он нравится ей, и это замечает её бабушка Линн, которая рассказывает Сюзи о своём первом поцелуе как об одном из лучших воспоминаний. После просмотра фильма «Отелло» в школьном киноклубе Сюзи неожиданно встречает Рэя в коридоре, и он назначает ей свидание в субботу. Однако по пути домой через кукурузное поле Сюзи встречает взрослого мужчину Джорджа Харви, одного из их соседей, который хочет показать ей «убежище» — домик под землёй, якобы построенный им для детских игр. Сюзи осматривает домик, но когда она хочет уйти, Харви убивает её. Покидая этот мир, душа Сюзи касается девушки Рут, которая после этого начинает чувствовать присутствие Сюзи. В субботу Рут приходит на аллею, где Рэй ждёт Сюзи; после этого Рут и Рэй начинают встречаться.
Душа Сюзи должна отправиться в рай, но она остаётся в некоем промежуточном мире, поскольку не хочет покидать своих родных. Из своего «личного рая» она наблюдает за своей семьёй и мистером Харви, при этом члены семьи Сюзи время от времени чувствуют её присутствие рядом. Следствие по делу об убийстве Сюзи заходит в тупик (труп не нашли, поскольку Харви прячет его в сейфе в подвале), отец и мать Сюзи не могут прийти в себя от горя, при этом отец пытается найти убийцу, предполагая, что это должен быть кто-то, кого знала Сюзи. Мать Сюзи не выдерживает и по совету бабушки уезжает в Калифорнию, где устраивается на новую работу. Бабушка Линн переезжает к Сэлмонам и присматривает за детьми.

Сирша Ронан в роли Сюзи Сэлмон. Кадр из фильма

Между тем Сюзи хочет покарать своего убийцу. Её отец постепенно проявляет фотоплёнки, отснятые когда-то Сюзи, и на одной из фотографий замечает Харви. Он понимает, что убийцей является Харви, и пытается напасть на него, однако следователь предупреждает, что в отсутствие доказательств проблемы могут быть у самого Джека Сэлмона. Однажды, увидев, как Харви идёт на кукурузное поле, Джек бросается за ним с бейсбольной битой, однако случайно нападает на парочку влюблённых и его сильно избивают. Линдси тоже подозревает Харви; между тем, Харви чувствует новое желание убить и вынашивает планы убийства Линдси. Тем временем Сюзи в своём мире узнаёт, что она была далеко не первой жертвой Харви, до неё он уже убил нескольких девочек. Линдси проникает в дом Харви и находит тетрадь с рисунками, в которой Харви вёл дневник убийства Сюзи. Убийца замечает её, но не успевает догнать. Линдси прибегает домой и видит, что вернулась её мать. Не желая портить счастливый момент воссоединения своих родителей, она отдаёт дневник Харви бабушке.
Харви поспешно уезжает из города и сбрасывает сейф с телом Сюзи в яму на окраине, причём Рут и Рэй видят его, и Рут понимает, что это связано с Сюзи. На небесах Сюзи встречает души других убитых девочек, и они зовут её с собой в рай. Но она возвращается в последний раз, вселяясь в тело Рут, чтобы испытать свой первый поцелуй с Рэем. После этого она навсегда уходит из мира живых. В семье Сюзи постепенно воцаряется покой, её сестра Линдси ждёт ребёнка. Позже Харви, избежавший правосудия и поселившийся в другом городе, гибнет, сорвавшись с крутого обрыва из-за случайно упавшей на него сосульки, когда высматривал новую жертву. 

## В ролях
| Актёр           | Роль                  |
| --------------- | --------------------- |
| Сирша Ронан     | Сюзи Сэлмон           |
| Стэнли Туччи    | мистер Харви          |
| Марк Уолберг    | Джек Сэлмон           |
| Рэйчел Вайс     | Эбигейл Сэлмон        |
| Сьюзан Сарандон | бабушка Линн          |
| Роуз Макайвер   | Линдси Сэлмон         |
| Майкл Империоли | детектив Лен Фенерман |
| Кэролин Дандо   | Рут Коннорс           |
| Рис Ричи        | Рэй Сингх             |
| Аманда Мичалка  | Кларисса              |

## Съёмки
Джексон и его партнёры приобрели права и самостоятельно разработали сценарий, а затем продали его кинокомпании DreamWorks Pictures. Основные съёмки начались в октябре 2007 года в Новой Зеландии и в Пенсильвании, США. Вскоре DreamWorks покинула проект, и кинокомпания Paramount Pictures стала эксклюзивным дистрибьютором фильма. Трейлер картины был выпущен 4 августа 2009 года, а клипы из фильма были показаны в июле 2009. Фильм был выпущен 26 декабря 2009 года в Новой Зеландии, а затем на международном уровне в январе 2010 года. В Северной Америке срок выхода фильма на экраны был изменён несколько раз, в ограниченный прокат он поступил 11 декабря 2009, а в более широкий — 15 января 2010.

## Критика
Согласно агрегатору рецензий Rotten Tomatoes, фильм получил рейтинг одобрения 31 % на основе 246 рецензий со средней оценкой 5 из 10. Критический консенсус сайта гласит: «Он набит типично ослепительными образами Питера Джексона, но страдает от резких переходов между ужасающим насилием и приторной сентиментальностью».
Ян Фрир из Empire дал фильму 4 из 5 звезд. Фрир подчеркнул: «Смелый, дерзкий оригинальный фильм, с, возможно, более эмоциональным и интеллектуальным мясом, которое можно жевать, чем в трилогии „Кольца“ или в „Конге“». Фрир отметил, что, как и «Властелин колец», фильм «проделывает фантастическую работу с уважаемым и сложным исходным материалом». Кирт Ханикатт из The Hollywood Reporter охарактеризовал фильм как рассказывающий «принципиально другую историю», которая «не лишена напряженности, юмора и убедительных деталей», но добавил, что «это также более простая история, которая скучает по радости и горю оригинала». Ричард Корлисс из Time написал, что благодаря искусству Питера Джексона и магии Ронана «непристойность убийства приобрела огромную серьёзность и изящество».
Роджер Эберт из Chicago Sun-Times дал фильму 1,5 звезды из 4, назвав его «прискорбным» и раскритиковав очевидное послание о том, что убийство Сьюзи в конечном итоге сделало её счастливее. Он также критиковал изображение Рая в фильме, которое он сравнил со «счастливым сбором новых друзей из Facebook».

## Награды и номинации
Полный перечень наград и номинаций — на сайте IMDB.
| Награды и номинации            | Награды и номинации                    | Награды и номинации                 | Награды и номинации | Награды и номинации |
| Награда                        | Категория                              | Номинант                            | Результат           |                     |
| ------------------------------ | -------------------------------------- | ----------------------------------- | ------------------- | ------------------- |
| IFTA                           | «Лучшая женская роль»                  | Сирша Ронан                         | Победа              |                     |
| IFTA                           | «Лучший международный актёр»           | Стэнли Туччи                        | Номинация           |                     |
| «Золотой глобус»               | «Лучшая мужская роль второго плана»    | Стэнли Туччи                        | Номинация           |                     |
| Премия Гильдии киноактёров США | «Лучшая мужская роль второго плана»    | Стэнли Туччи                        | Номинация           |                     |
| «Выбор критиков»               | «Лучшая женская роль»                  | Сирша Ронан                         | Номинация           |                     |
| «Выбор критиков»               | «Лучшая мужская роль второго плана»    | Стэнли Туччи                        | Номинация           |                     |
| «Выбор критиков»               | «Лучший молодой актёр или актриса»     | Сирша Ронан                         | Победа              |                     |
| «Выбор критиков»               | «Лучшая операторская работа»           | Эндрю Лесни                         | Номинация           |                     |
| «Выбор критиков»               | «Лучшая работа художника-постановщика» | Наоми Шохан, Джордж Детитта-младший | Номинация           |                     |
| «Выбор критиков»               | «Лучшие визуальные эффекты»            |                                     | Номинация           |                     |
| BAFTA                          | «Лучшая женская роль»                  | Сирша Ронан                         | Номинация           |                     |
| BAFTA                          | «Лучшая мужская роль второго плана»    | Стэнли Туччи                        | Номинация           |                     |
| «Оскар»                        | «Лучшая мужская роль второго плана»    | Стэнли Туччи                        | Номинация           |                     |
| «Сатурн»                       | «Лучший фильм-фэнтези»                 | Питер Джексон                       | Номинация           |                     |
| «Сатурн»                       | «Лучшая мужская роль второго плана»    | Стэнли Туччи                        | Номинация           |                     |
| «Сатурн»                       | «Лучшая женская роль второго плана»    | Сьюзан Сарандон                     | Номинация           |                     |
| «Сатурн»                       | «Лучший молодой актёр или актриса»     | Сирша Ронан                         | Победа              |                     |
| «Сатурн»                       | «Лучшая музыка к фильму»               | Брайан Ино                          | Номинация           |                     |

## В культуре
Текст песни «Cornfield» исполнительницы Maritha основан на сюжете романа и фильма.